# Скаковая аллея
Скакова́я алле́я (до 1899 либо 1936 года — Бегова́я алле́я) — аллея, расположенная в Северном административном округе города Москвы на территории района Беговой.

## История
Аллея, ранее называвшаяся Бегова́я алле́я, получила современное название в 1899 году (по другим данным — в 1936 году) по примыканию к Скаковой улице, названной по располагавшимся здесь конюшням Скакового общества. На Скаковую же улицу выходил комплекс скаковых конюшен нефтепромышленника Левона Манташева  (построен в 1914 году), а на саму Скаковую аллею — дом Скакового общества (построен в 1903 году).

## Расположение
Скаковая аллея проходит от Скаковой улицы на юго-запад параллельно Беговой аллее, затем аллея отколняется несколько южнее и проходит до Центрального Московского ипподрома. Нумерация домов начинается от Скаковой улицы.

## Примечательные здания и сооружения

### По нечётной стороне
- № 3 по Скаковой улице — конюшни Манташева.
- № 7 — Дом Скакового общества, первая самостоятельная постройка известного архитектора Ивана Жолтовского, возведен в 1903—1905 годах.  памятник архитектуры (региональный) В архитектуре здания черты московского ампира смешаны с цитатами из итальянского Ренессанса XVI века. Двухэтажный снаружи особняк скрывает третий этаж. В доме помещались канцелярия, зал собраний Общества, зал записи лошадей, читальня, гостиная, столовая, буфет и т. д. В оформлении интерьеров принял участие художник И. И. Нивинский[4]. В 1940 году здесь размещался Всесоюзный научно-исследовательский институт коневодства, в почтовом адресе указывалось так же — Москва 40[5]. Полуротонда бокового фасада несет балкон с видом на скачку — круг Ипподрома. До начала XXI в. в здании размещался Штаб военно-морской авиации. По состоянию на 2017 г. здание на протяжении нескольких лет пустует, оставаясь на балансе военного ведомства. По данным движения «Архнадзор», уцелевшие росписи сводов в вестибюле и плафоны в помещениях верхнего этажа остро нуждаются в реставрации, а сам памятник — в новой концепции использования.[6] В марте 2016 года приказом Департамента культурного наследия города Москвы дом признан объектом культурного наследия регионального значения, утверждены его границы и предмет охраны[7].
- № 11 — центральная контора судоходной компании «ВодоходЪ».

## Транспорт

### Наземный транспорт
По Скаковой аллее не проходят маршруты наземного общественного транспорта. У северо-восточного конца аллеи, на Ленинградском проспекте, расположена остановка «Гостиница „Советская“ — Театр „Ромэн“» автобусов е30, е30к, м1, н1, н12, 27, 84, 101, 356, 905, т20, т70.

### Метро
- Станция метро «Беговая» Таганско-Краснопресненской линии — юго-западнее аллеи, на пересечении Хорошёвского шоссе и Третьего транспортного кольца.
- Станции метро «Белорусская» Замоскворецкой линии и «Белорусская» Кольцевой линии (соединены переходом) — юго-восточнее аллеи, на площади Тверская Застава.
- Станции метро «Динамо» Замоскворецкой линии и «Петровский парк» Большой кольцевой линии (соединены переходом) — северо-западнее аллеи, на Ленинградском проспекте.

### Железнодорожный транспорт
- Платформа «Беговая» Смоленского (Белорусского) направления МЖД — юго-западнее аллеи, на пересечении Хорошёвского шоссе и Третьего транспортного кольца.
- Белорусский вокзал — юго-восточнее аллеи, на площади Тверская Застава.